# Rosario (film, 2005)
Pour plus de détails, voir Fiche technique et Distribution.
Rosario (Rosario Tijeras) est un film colombien, réalisé par Emilio Maille et sorti en 2005. Il s'agit d'une adaptation du livre Rosario Tijeras, Destin d'une fille de Medellín de Jorge Franco Ramos, paru en français aux éditions Métailié.

## Synopsis
Antonio et Emilio, deux amis fortunés, se retrouvent régulièrement dans la discothèque la plus courue de Medellin. Ils sont sous le charme de Rosario Tijeras, une très jolie fille qui travaille comme tueuse à gages et prostituée pour un des gangs locaux. Rosario, Emilio et Antonio vont tenter d'apaiser ensemble les douleurs de leur existence.
La « fille aux ciseaux », c'est Rosario Tijeras (littéralement « Rosario Ciseaux »), les ciseaux sa première arme... Une ville, Medellín, ville assassine, meurtrière où Rosario essaye de survivre entre amour et mort. Rosario finira mal, dès le début du roman on sait qu'aucun espoir n'est permis, malgré l'amour que lui porte Antonio, rien ne pourra la sauver de l'abîme.
Qui est Rosario ? Personne ne le saura vraiment, quelle est la part de mensonges dans les histoires qu'elle raconte qui finissent toujours par le sang qui coule. Qui est-elle ? Douce, aimante, sensuelle, cruelle, méchante et sans pitié… La vie lui a-t-elle laissée le choix, comme le dit Antonio "plus on a connu le sexe de bonne heure, plus il y a de chances que cela aille mal dans la vie". Le sexe deviendra lui aussi une arme, peut-être même la plus efficace qu'elle possède.

## Fiche technique
- Titre français : Rosario
- Titre original : Rosario Tijeras
- Photographie : Pascal Marti
- Musique : Roque Baños
- Montage : Irene Blecua
- Pays d'origine :  Colombie
- Langue originale : espagnol
- Dates de sortie :
  -  Colombie : 12 août 2005 (sortie nationale) ; 5 mars 2006 (Festival de Carthagène)
  -  France : 20 mars 2006 (Festival du film latino-américain de Toulouse) ; 7 avril 2006 (Festival de Cognac) ; 23 août 2006 (sortie nationale)

## Distribution
- Flora Martínez : Rosario
- Unax Ugalde : Antonio
- Manolo Cardona : Emilio
- Rodrigo Oviedo : Johnefe
- Alonso Arias : Ferney